# Kreuzkirche (Hamburg-Wandsbek)

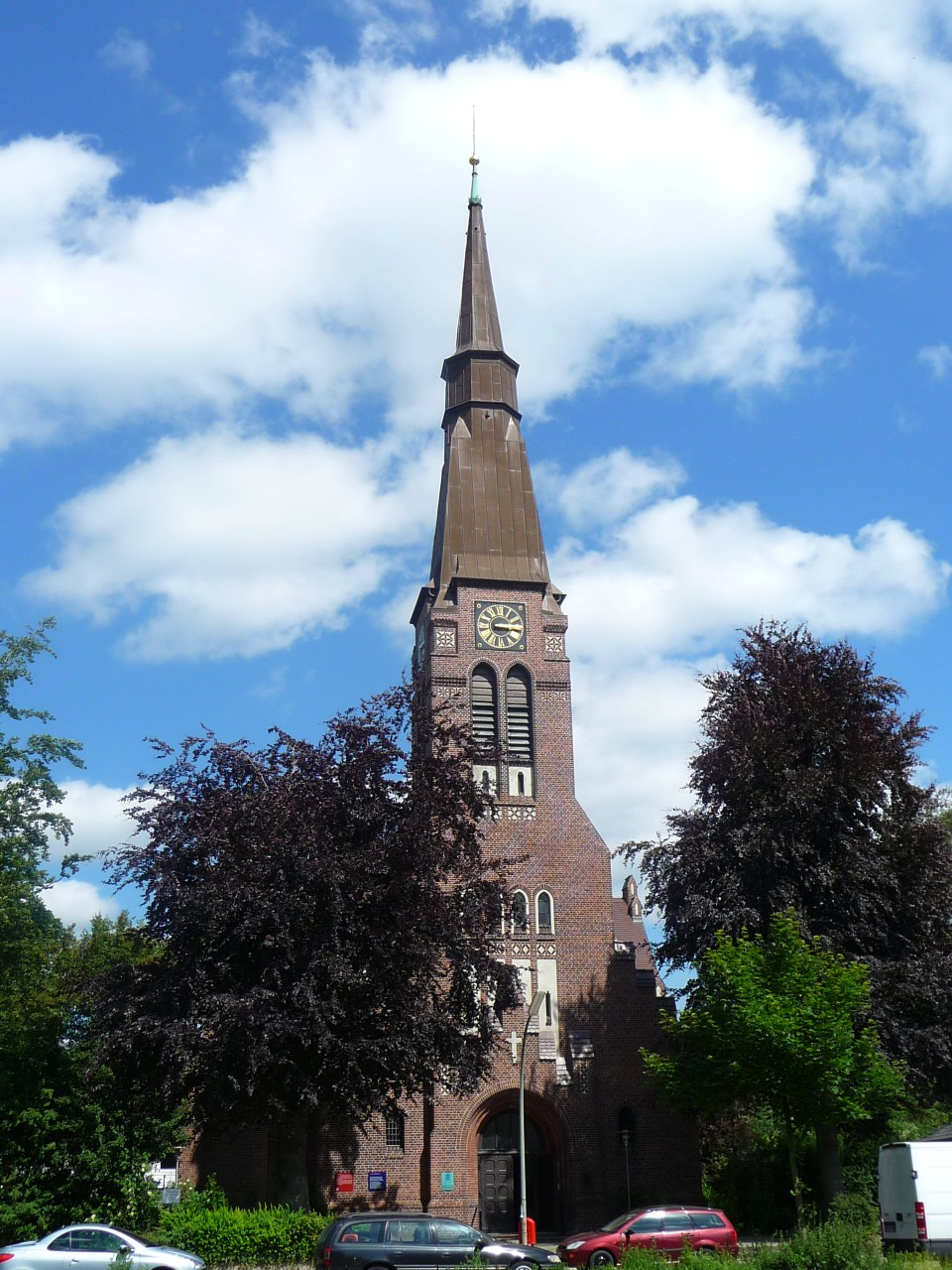
Ansicht von der Kedenburgstraße

Die evangelisch-lutherische Kreuzkirche in Hamburg-Wandsbek liegt an der Kedenburgstraße in unmittelbarer Nähe zum Eichtalpark und direkt am Ufer der Wandse.

## Bau der Kirche

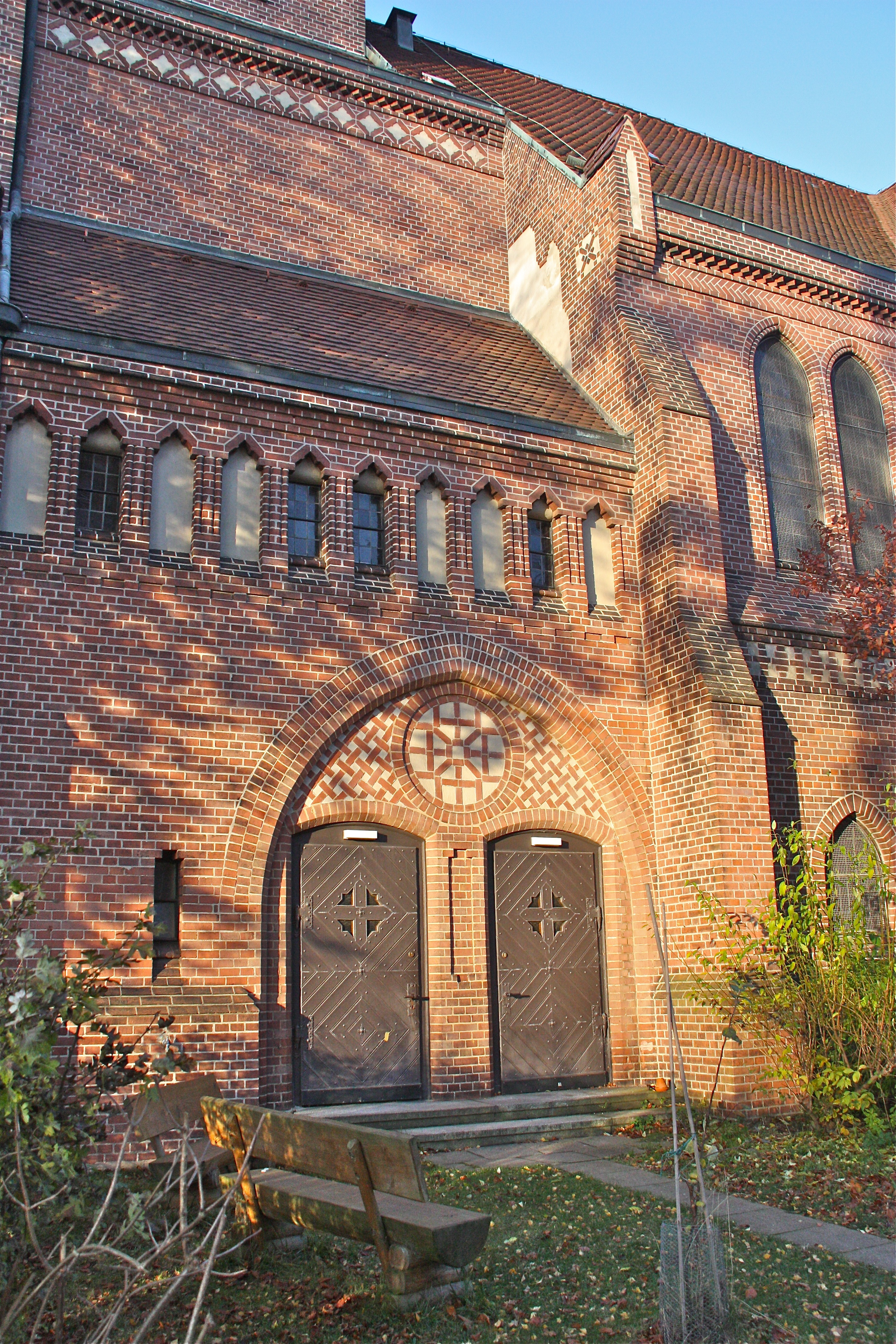
Detail der Außenwand

Das starke Bevölkerungswachstum Wandsbeks aufgrund der Industrialisierung in der zweiten Hälfte des 19. Jahrhunderts veränderte auch das Dorf Hinschenfelde auf dessen ehemaligem Gebiet die Kreuzkirche steht. Bereits 1893 baute man an der Walddörfer Straße eine kleine Kirche, die zunächst noch zur Propstei Stormarn gehörte und von der Kirche Alt-Rahlstedt aus betreut wurde. Nachdem 1900 Hinschenfelde zu Wandsbek gekommen war, folgte die kirchliche Zuordnung zur Gemeinde der Wandsbeker Christuskirche im Jahre 1904. Der Bau einer zweiten Kirche im damaligen Osten Wandsbeks befand sich zu dieser Zeit schon in konkreter Planung.
Im November 1907 wurden die Baupläne des Architekten Fernando Lorenzen angenommen, die Grundsteinlegung erfolgte am 6. Dezember 1908 und bereits am 23. Oktober 1909 war Richtfest. Die Weihe der Kirche folgte am 25. September 1910. Die Kirche ist ein zeittypischer konventioneller neogotischer Bau, dessen Grundriss ein griechisches Kreuz mit kurzen Armen und einer dominanten Vierung mit Sterngewölbe ist. Die Außenfassaden bestehen aus rustikalen Handstrichziegeln mit weißen Fugen und zeigen so schon erste Ansätze der Reformbewegungen im Kirchenbau vor dem Ersten Weltkrieg. Der Kirchenraum bietet heute 458 Sitzplätze, die Empore weitere 156.
Der 58 m hohe Turm besitzt einen vergoldeten Hahn.

## Ausstattung

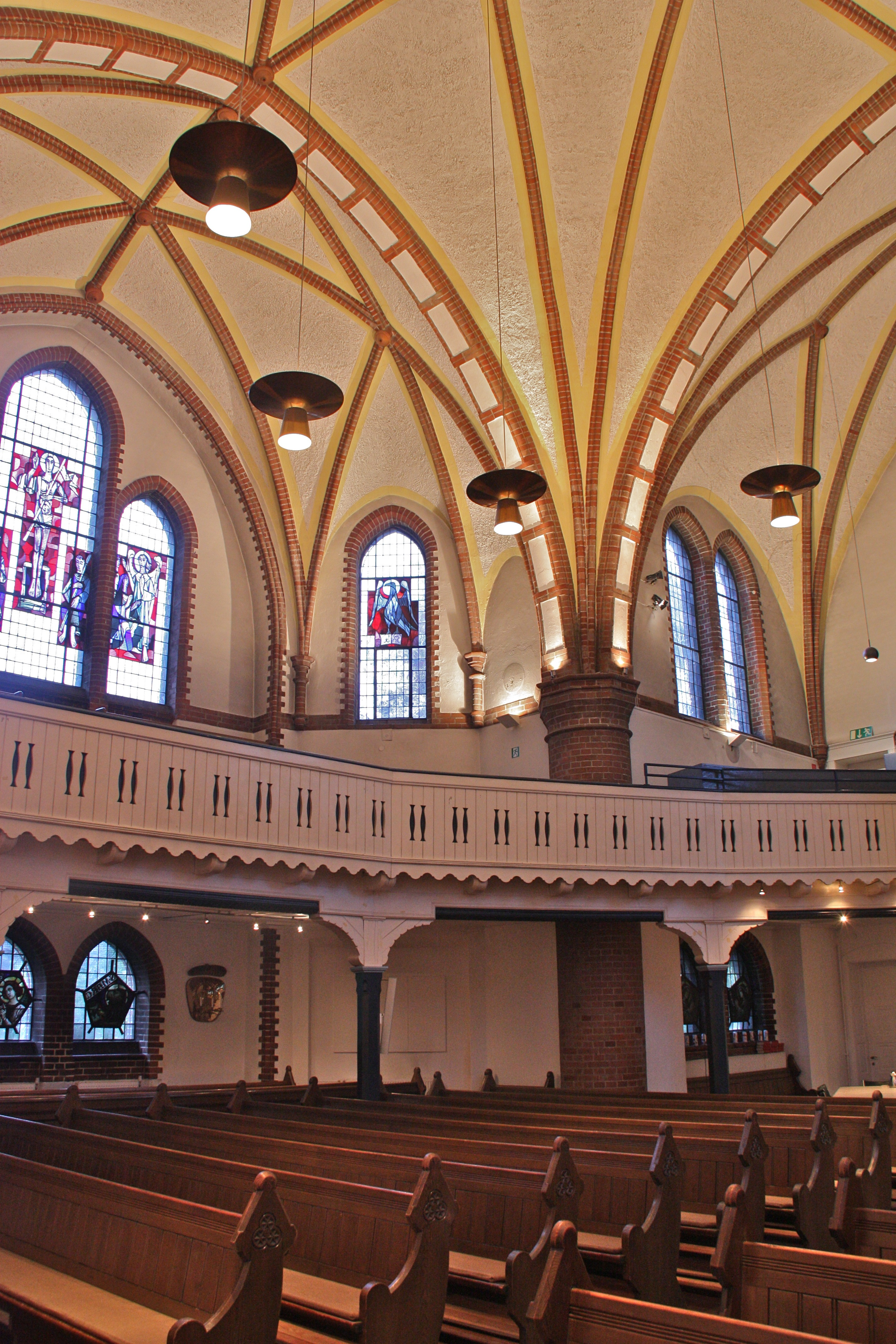
Innenraum, Südseite

Der Innenraum hat durch das Vierungsgewölbe einen sehr starken Zentralcharakter erhalten, der durch eine umlaufende hölzerne Empore noch verstärkt wird.
Zur Ausschmückung der Kirche gab es eine Fülle von Stiftungen, hauptsächlich aus dem Bereich der in Wandsbek ansässigen Firmen. Die größten waren sicher Orgel und Turmuhr, aber auch Altar, Kanzel, Taufbecken und Fenster wurden in erheblichem Ausmaß durch Spenden finanziert.
Kanzel und Altar sind aus Eichenholz und mit Schnitzwerken versehen. Die Kanzel wird von Christussymbolen beherrscht, den Altar dominieren die Symbole Brot und Wein. Unter dem Kreuz an der Altarwand stehen geschnitzte Figuren der Apostel Petrus und Paulus. Für den Altar erhielt die Kirche von der Kaiserin Auguste Viktoria eine ledergebundene, eisenbeschlagene Bibel mit einer Widmung. Der Taufblock ist eine Stiftung der Gärtnerei Neubert und wurde daher mit floralen Motiven geschmückt.

### Fenster
Raumprägend und charakteristisch für die erste Ausstattung der Kirche mit Buntglasfenstern waren in der Apsis fünf Kleeblattfenster mit fünfzehn Einzeldarstellungen, die jedoch alle bei Bombenangriffen im Jahre 1943 beschädigt oder zerstört wurden. Neue Buntglasfenster gab es bei der Renovierung im Jahre 1954 für die Querschiffe, die Öffnungen der Kleeblattfenster im Altarraum wurden zugemauert. Erst bei einer weiteren Renovierung im Jahre 1975 öffnete man sie wieder und ließ moderne Fenster durch den Künstler Hans Kock gestalten. Überreste von neun der ursprünglichen Fenster wurden im Keller der Kirche im Jahre 1994 wiederentdeckt, restauriert und unter den Seitenemporen als Vorsatzfenster angebracht. Diese Fenster blieben Bruchstücke, die durch ihre Unvollkommenheit an die Zerstörungen des Krieges erinnern sollen.

### Veränderungen nach 1945
Bei der ersten umfangreichen Renovierung der Kirche im Jahre 1954 wurden die dunkel wirkenden Wände farblich hell gestaltet und die früher frei stehende Kanzel kam an die Südwand.

## Glocken und Turmuhr
Im Turm befinden sich seit dem Bau der Kirche drei Stahlglocken aus der Gießerei Bochumer Verein. Die kleinste Glocke trägt die Inschrift Jauchzet dem Herrn alle Welt!, die mittlere Dienet dem Herrn mit Freuden! und die größte Kommt vor sein Angesicht mit Frohlocken!
Zwei der Glocken dienen auch als Viertelschlag- und Stundenschlagglocke der Turmuhr, die eine der wenigen Hamburger Turmuhren ist, die noch vollständig mechanisch funktioniert und durch Gewichte aufgezogen wird. Auf drei Seiten des Turmes befindet sich ein Zifferblatt aus Kupferblech. Alle Zifferblätter und die Uhr stiftete die Wandsbeker Lederfabrik Luetkens.

## Orgel

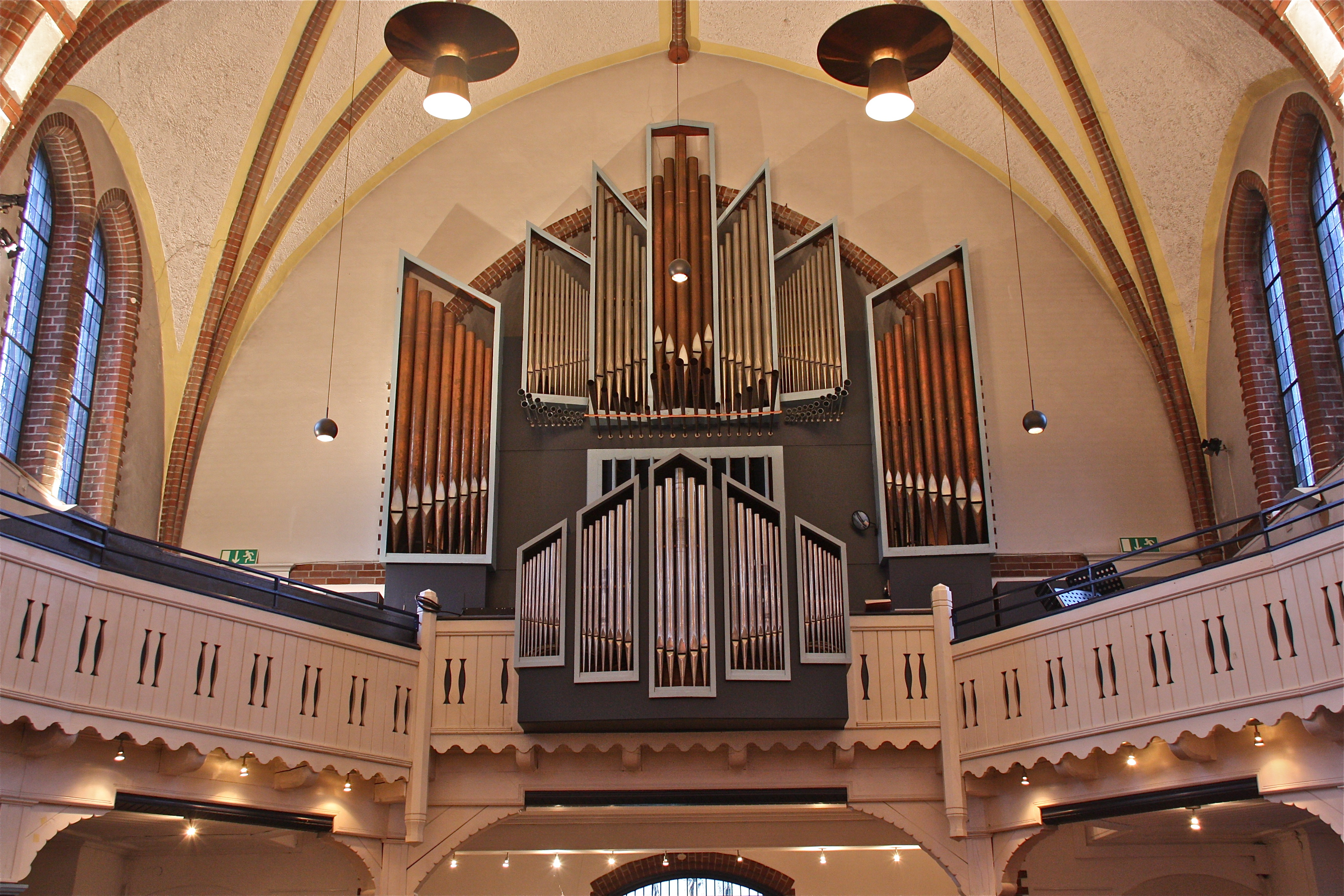
Orgelprospekt

Die erste Orgel aus der Orgelwerkstatt Röver war ein Geschenk des damals größten Wandsbeker Betriebes, der Kakao- und Schokoladenfabrik Reichardt.
Das Instrument wurde mehrfach leicht umgebaut und 1963 durch einen Neubau der Fa. Emanuel Kemper & Sohn ersetzt, für den man jedoch sehr viele Materialien der ersten Orgel übernehmen konnte. Seine Disposition lautet:
| I Hauptwerk C– |            |       |
| 1.             | Quintatön  | 16′   |
| 2.             | Prinzipal  | 8′    |
| 3.             | Spitzgambe | 8′    |
| 4.             | Oktave     | 4′    |
| 5.             | Gedackt    | 4′    |
| 6.             | Quinte     | 2 ⁄3′ |
| 7.             | Spitzflöte | 2′    |
| 8.             | Mixtur VI  |       |
| 9.             | Trompete   | 8′    |
| 10.            | Trompete   | 4′    |

| II Rückpositiv C– |                  |    |
| 11.               | Spitzgedackt     | 8′ |
| 12.               | Quintatön        | 8′ |
| 13.               | Prinzipal        | 4′ |
| 14.               | Hohlflöte        | 4′ |
| 15.               | Salizet          | 4′ |
| 16.               | Waldflöte        | 2′ |
| 17.               | Sesquialtera III |    |
| 18.               | Scharff III      |    |
| 19.               | Krummhorn        | 8′ |
|                   | Tremulant        |    |

| III Brustwerk C– (schwellbar) |             |        |
| 20.                           | Holzgedackt | 8′     |
| 21.                           | Rohrflöte   | 4′     |
| 22.                           | Prinzipal   | 2′     |
| 23.                           | Terz        | 1 3⁄5′ |
| 24.                           | Quinte      | 1 ⁄3′  |
| 25.                           | Zimbel III  |        |
| 26.                           | Doppelregal | 8′     |
|                               | Tremulant   |        |

| Pedal C– |                 |     |
| 27.      | Subbass         | 16′ |
| 28.      | Oktavbass       | 8′  |
| 29.      | Gedacktbass     | 8′  |
| 30.      | Grobflöte       | 4′  |
| 31.      | Bauernpfeife II |     |
| 32.      | Rauschpfeife V  |     |
| 33.      | Fagott          | 16′ |
| 34.      | Trompete        | 8′  |

- Koppeln: I/II, I/III, I/P, II/P, III/P
- Spielhilfen: 3 freie Kombinationen, 2 freie Pedalkombinationen, Tutti

Koordinaten: 53° 34′ 45,7″ N, 10° 5′ 12,3″ O

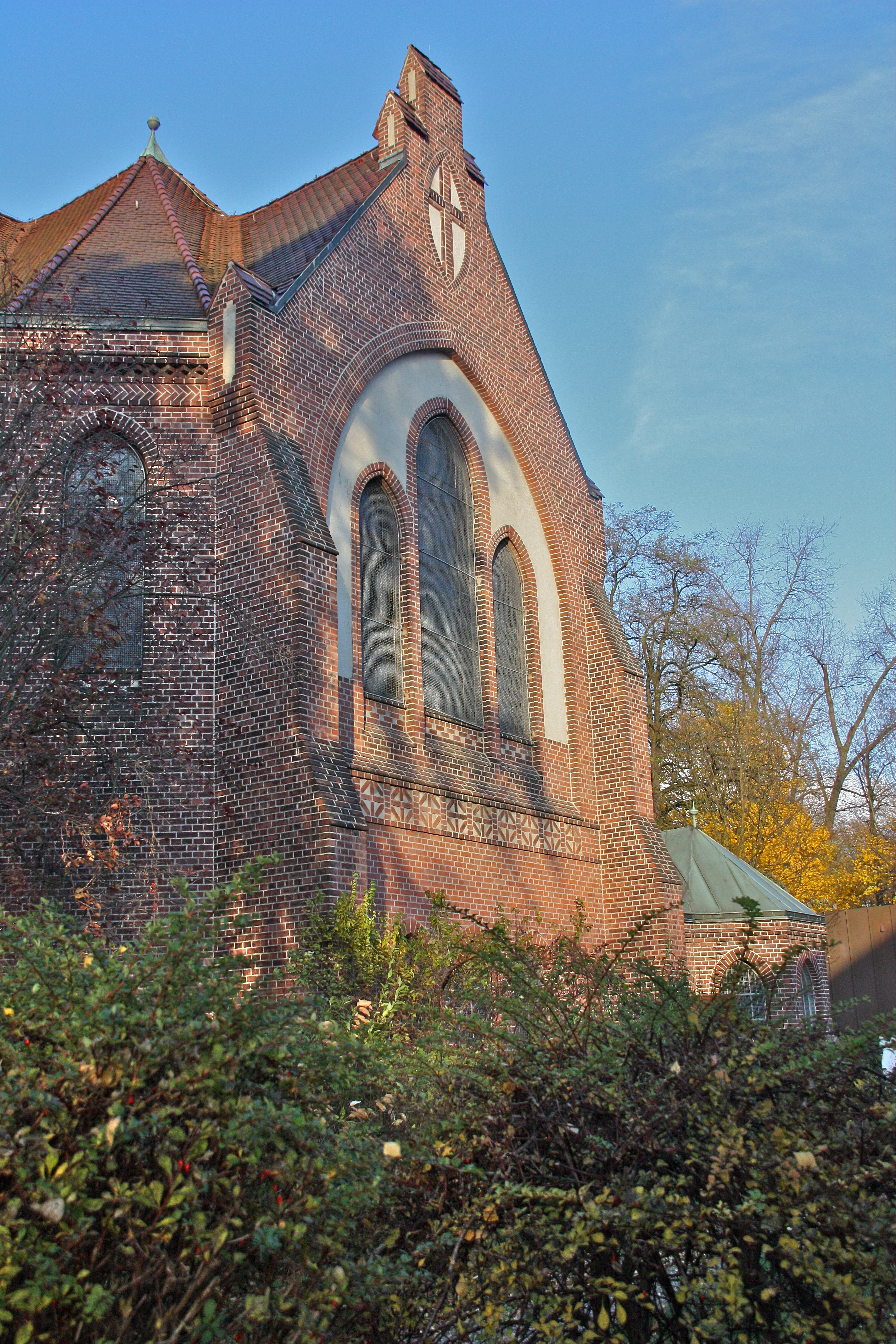
Südgiebel
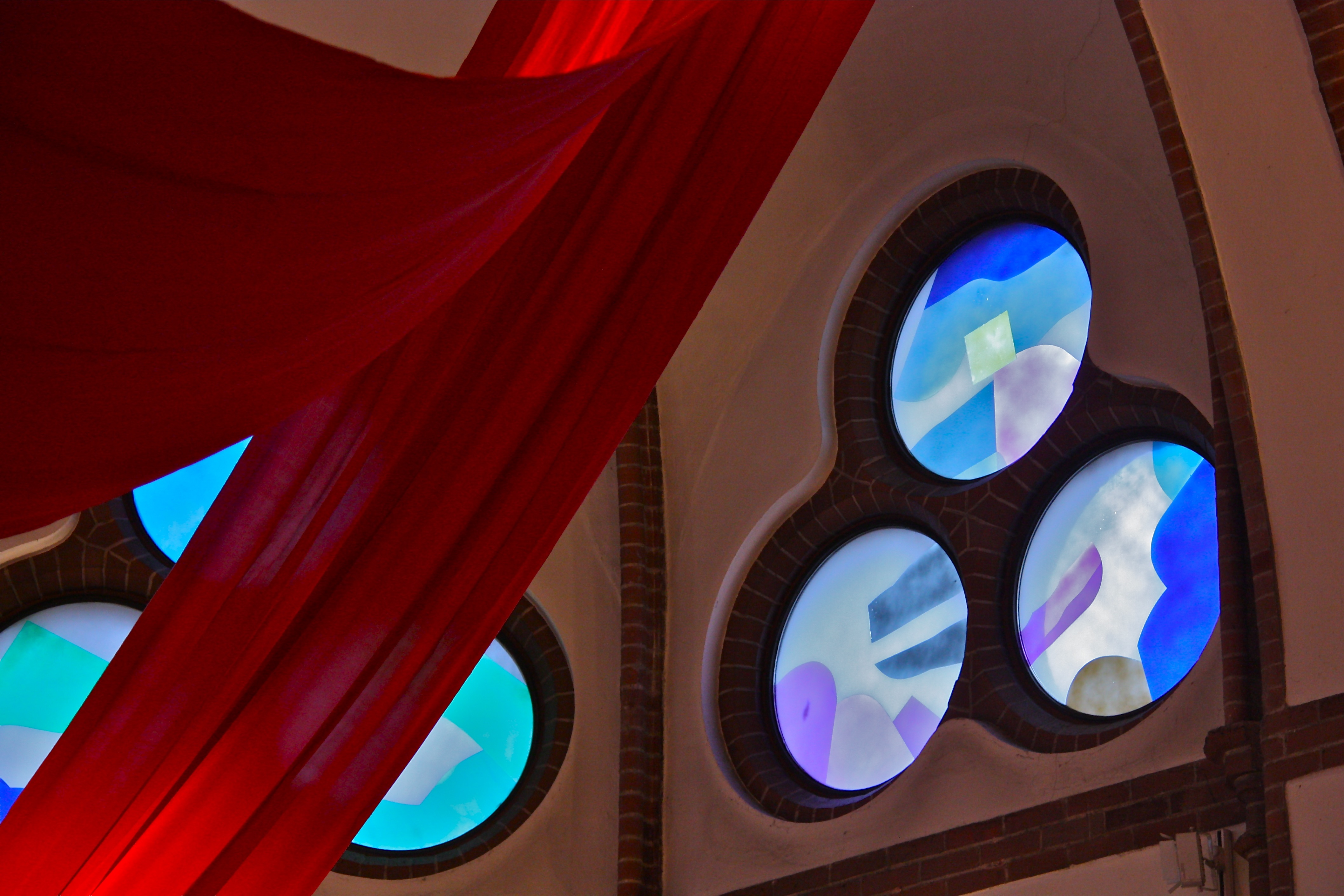
Apsisfenster von Hans Kock
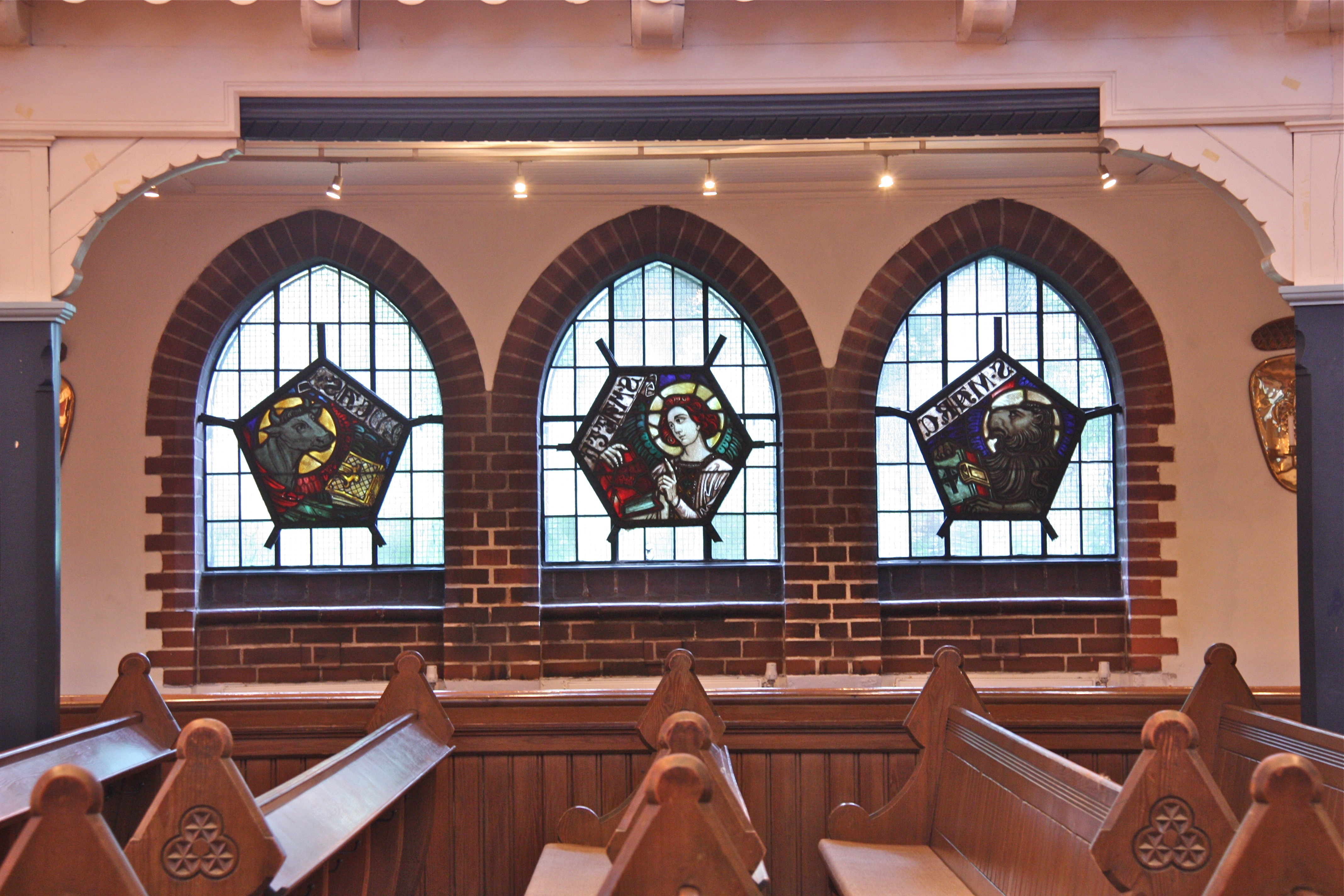
Ehemalige Apsisfenster
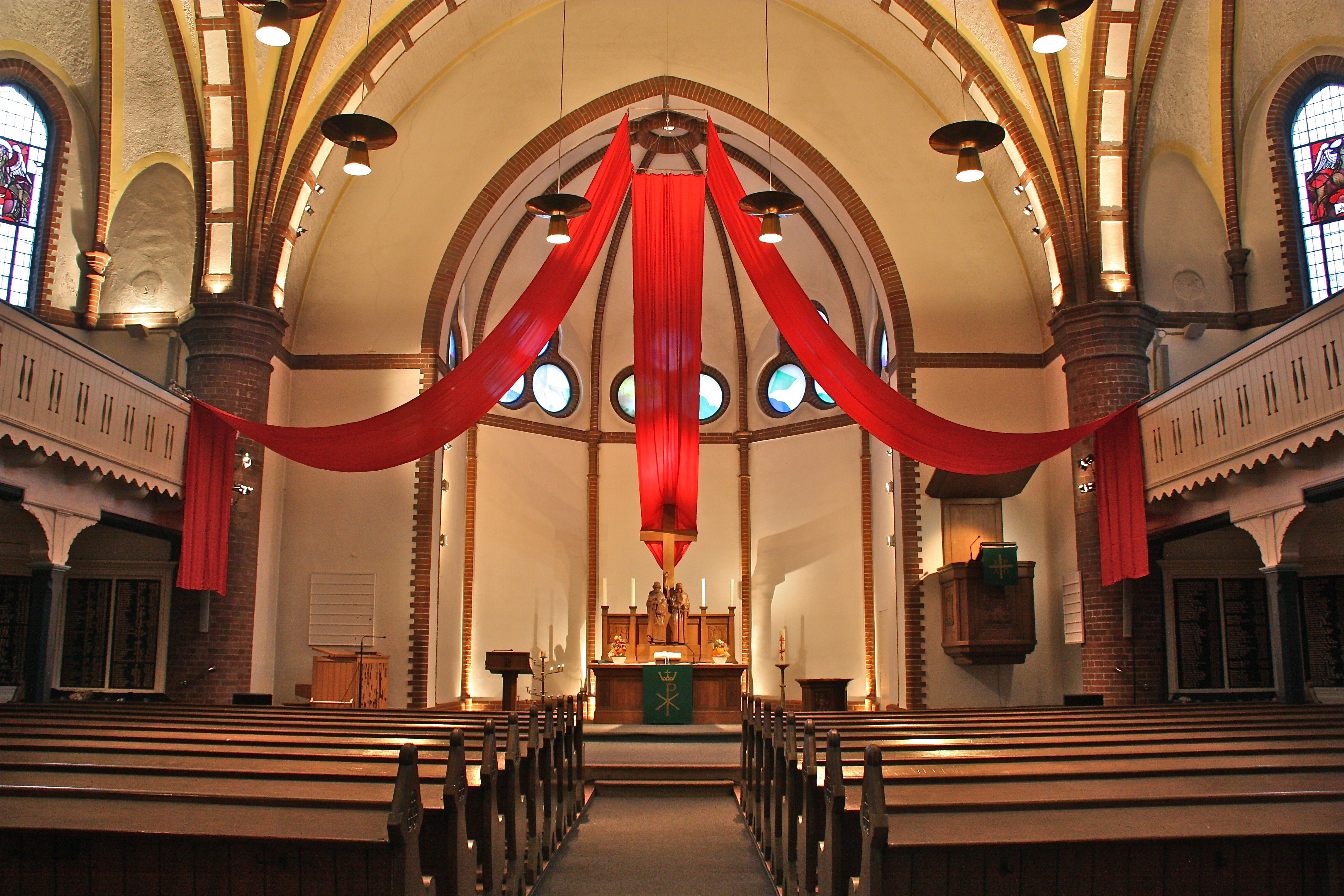
Altarraum
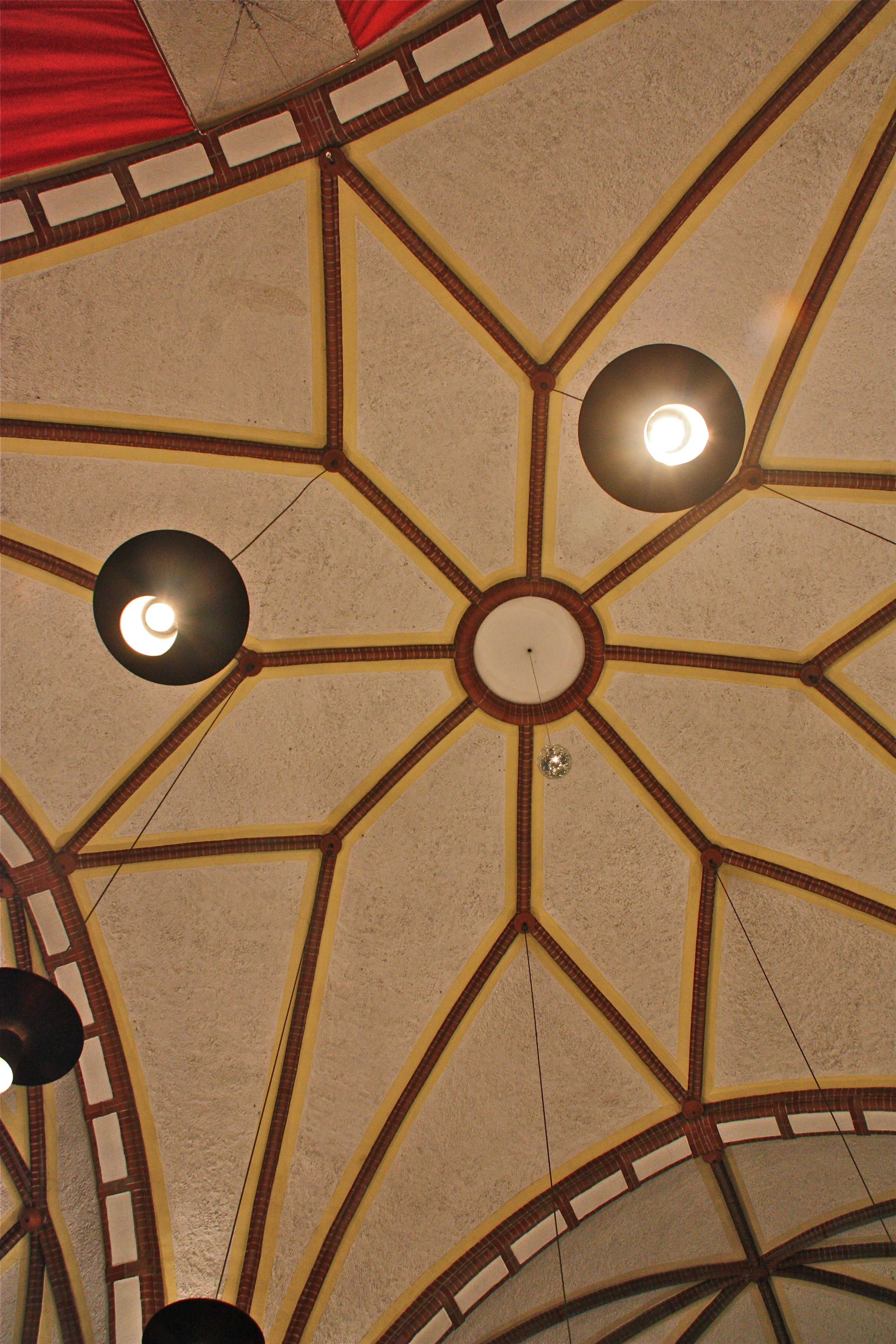
Sterngewölbe